# Bacuris sexvittatus
Bacuris sexvittatus – gatunek chrząszcza z rodziny kózkowatych i podrodziny zgrzypikowych. Jedyny przedstawiciel rodzaju Bacuris.

## Zasięg występowania
Gatunek ten występuje w Ameryce Południowej i Środkowej, notowany w Gwatemali, Hondurasie Kostaryce, Panamie, Peru, Gujanie oraz północnej Brazylii (stany Amazonas i Pará).